# Rhexia semiatra
Rhexia semiatra är en insektsart som beskrevs av Leon Fairmaire. Rhexia semiatra ingår i släktet Rhexia och familjen hornstritar. Inga underarter finns listade i Catalogue of Life.